# Sandra Badie
Pour les articles homonymes, voir Badie.
Sandra Badie, née le 6 novembre 1991 à Pau et morte le 19 mai 2023 à Nousty, est une judokate française. Elle est vice championne du monde de ju-jitsu en 2022.

## Biographie

### Carrière
En 2019, elle obtient deux médailles aux championnats du monde de Jujitsu à Abou Dabi.
Elle décroche la médaille de bronze dans la catégorie des moins de 48 kg, ainsi que la médaille d'or par équipes, aux Jeux mondiaux de 2022 à Birmingham (États-Unis),.
En 2022, elle obtient une médaille d'argent aux championnats du monde à Abu-Dhabi.
Elle est membre du Judo club Soumoulou et est enseignante dans le club.

### Mort
Elle meurt à 31 ans à la suite d'un arrêt cardiaque, dans la nuit du 18 au 19 mai 2023 à Nousty.